# Фразан де Лима, Телемако
Теле́мако Энрике Фраза́н де Лима (порт.-браз. Telêmaco Henrique Frazão de Lima; 11 сентября 1902, Порту-Алегри, Риу-Гранди-ду-Сул — 11 июля 1983, Порту-Алегри, Риу-Гранди-ду-Сул) — бразильский футболист, защитник. После завершения игровой карьеры работал тренером.

## Карьера
Телемако начал карьеру в клубе «Сан-Жозе» в 1923 году. Годом позже он перешёл в «Фуссбалл». Ещё спустя год Телемако стал игроком «Гремио», в котором дебютировал 18 апреля 1926 года в матче с «Сан-Жозе» (4:0). 3 октября того же года футболист забил первый мяч за клуб, поразив ворота «Арранки» (2:5). В том же сезоне Телемако выиграл с командой свои первые титулы — чемпиона Порту-Алегри и победителя чемпионата штата. За «Гремио» защитник выступал до 1930 года, проведя 52 встречи и забив 24 гола. Последний матч в составе команды Телемако сыграл 24 августа 1930 года с «Американо» (1:1).
Ещё будучи действующим игроком Телемако стал главным тренером «Гремио». Первую встречу под его руководством клуб провёл 3 мая 1929 года с «Пелотасом» (3:1). В 1930 году Телемако привёл команду к выигрышу чемпионата Порту-Алегри, а затем ещё дважды подряд выигрывал в этом турнире. В 1931 и 1932 годах команда с ним во главе побеждала в чемпионате штата. Затем Телемако оставил пост главного тренера «Гремио», но уже в 1934 году вновь возглавил клуб. В третий раз он стал главным тренером команды в 1936 году и был на этом посту до 1938 года, дважды приведя клуб к победе в чемпионате города. Осенью 1939 года Телемако в очередной раз возглавил «Гремио» и снова победил с ней в чемпионате Порту-Алегри. С 1941 по 1942 год он недолго тренировал «Васко да Гаму» и выиграл с клубом турнир Начала чемпионата Рио-де-Жанейро. А позже ещё четыре раза возглавлял «Гремио». Клуб под его руководством провёл 327 матчей, из которых выиграл 203 встречи, 56 свёл вничью и 68 проиграл. Последний матч с Телемако во главе «Гремио» сыграл 31 января 1954 года против «Рамплы Хуниорс» (3:3). Также он поработал с клубом «Крузейро» и несколько раз возглавлял сборную Риу-Гранди-ду-Сул.
Телемако в 1940 году занимал пост президента «Гремио». Также он работал футбольным судьей. В 1946 году Телемако стал одним из основателей Ассоциации специалистов в области образования и спорта в Риу-Гранди-ду-Сул, где занимал посты руководителя фискального совета и руководителем спортивно-технического департамента.

## Клубная статистика
| Сезон | Клуб   | Лига       | Чемпионат | Чемпионат | Чемпионат города | Чемпионат города |
| Сезон | Клуб   | Лига       | Игры      | Голы      | Игры             | Голы             |
| ----- | ------ | ---------- | --------- | --------- | ---------------- | ---------------- |
| 1926  | Гремио | Лига Гаушу | 2         | 4         | 9                | 1                |
| 1927  | Гремио | Лига Гаушу | 0         | 0         | 9                | 4                |
| 1928  | Гремио | Лига Гаушу | 0         | 0         | 15               | 10               |
| 1929  | Гремио | Лига Гаушу | 0         | 0         | 4                | 2                |
| 1930  | Гремио | Лига Гаушу | 0         | 0         | 1                | 0                |

## Достижения

### Как игрок
- Чемпион Порту-Алегри: 1926, 1930
- Чемпион штата Риу-Гранди-ду-Сул: 1926

### Как тренер
- Чемпион Порту-Алегри: 1930, 1931, 1932, 1937, 1938, 1939
- Чемпион штата Риу-Гранди-ду-Сул: 1931, 1932
- Победитель турнира Начала чемпионата Рио-де-Жанейро: 1942